# Androzeugma
Androzeugma là một chi bướm đêm thuộc họ Geometridae.

## Các loài
- Androzeugma hapala
- Androzeugma mollior
- Androzeugma subacuta
- Androzeugma tenuis